# Museu Municipal Agostinho Martha
O Museu Municipal Agostinho Martha é um museu histórico e artístico brasileiro, localizado na rua Nossa Senhora dos Anjos, nº 547, no centro do município de Gravataí, estado do Rio Grande do Sul.
Foi criado pela Lei Municipal nº 1217 de 30 de julho de 1974, sendo organizado em 1981 pelo pesquisador Jorge Rosa. Sua primeira sede funcionou na rua Dr. Luiz Bastos do Prado, transferindo-se para o sobrado na rua Nossa Senhora dos Anjos em 1985. O prédio, construído em estilo colonial português, data aproximadamente de 1870. O nome do museu é uma homenagem ao historiador Agostinho Martha, que em vida se dedicou a pesquisar a história de Gravataí.
Devido a um incêndio ocorrido em setembro de 1997, grande parte do acervo foi perdido. Desde então, funciona na sede provisória. Para tentar recuperar o acervo perdido, há um projeto, denominado "Museu Presente", sendo realizado pela Prefeitura, através da Fundação Municipal de Arte e Cultura (Fundarc).